# Tepig
Tepig is een van de starterpokémon uit de Unova regio. Hij komt voor het eerste voor in de 5e generatie, in de spellen Pokémon Black en White. Hij is van het type vuur en evolueerd op level 17 naar Pignite en op level 36 naar Emboar. De andere starters van de Unova regio zijn Snivy en Oshawott.

## Ruilkaartenspel
Er bestaan zes standaard Tepig kaarten, waarvan twee enkel in Japan uitgebracht zijn. Verder bestaat er nog één ______'s Tepig kaart. Al deze kaarten hebben het type Fire als element.

### Tepig (BW Promo 2)
Tepig (Japans: ポカブ Pokabu) is een Fire-type Basis Pokémonkaart. Het is een van de BW Black Star Promos. Hij heeft een HP van 70 en kent de aanval Ember, een aanval die Tepig in de spellen op level 7 leert.

### Tepig (Black & White 15)
Tepig (Japans: ポカブ Pokabu) is een Fire-type Basis Pokémonkaart. Het maakt deel uit van de Black & White expansie. Hij heeft een HP van 60 en kent de aanvallen Tackle en Roullout. Beide zijn aanvallen die Tepig in de spellen leert; Tackle heeft hij standaard vanaf level 1, Rollout op level 21.